# La Boîte à bidules : Mission bidule WX-755
La Boîte à bidules : Mission bidule WX-755 est un jeu vidéo d’aventure et de réflexion conçu par Éric Viennot et développé par Lexis Numérique. Sorti en 2006, c’est le quatrième et dernier opus de la série dérivée des Aventures de l’oncle Ernest, destinée à un public de 5 à 8 ans.

## Accueil
- 01net : « Très bien »[1]